# Seoul '88: 16 Days of Glory
Seoul '88: 16 Days of Glory è un film documentario del 1989 sulle olimpiadi di Seoul 1988 diretto dal regista statunitense Bud Greenspan. Il film è stato proiettato in prima visione sul canale televisivo Disney Channel.

## Trama
La sfida sui 100 metri piani è l'evento clou della manifestazione, ma è anche l'evento dello scandalo doping che coinvolgerà l'atleta canadese Ben Johnson e la conseguente assegnazione a tavolino della medaglia d'oro al figlio del vento Carl Lewis, che quattro anni prima a Los Angeles 1984 aveva vinto quattro gare come Jesse Owens a Berlino 1936.
Il film ci descrive, con dovizia di particolari, le imprese in piscina della tedesca dell'Est Kristin Otto e dello statunitense Matt Biondi, trionfatore in cinque gare. E ancora il dramma e l'estasi del tuffatore statunitense, ma di origini samoane da parte di padre, Greg Louganis capace di vincere entrambe le gare (trampolino e piattaforma), come prima di lui solo l'italiano Klaus Dibiasi era riuscito, nonostante un incidente durante un tuffo nel quale sbatté la testa contro la piattaforma in un'evoluzione.
Al solito, le immagini della maratona, chiudono le quasi tre ore di documentario, con la vittoria dell'atleta italiano Gelindo Bordin.

## Gli altri film ufficiali dei Giochi olimpici estivi di Bud Greenspan
- 16 giorni di gloria (16 Days of Glory, 1986) - Sulle Olimpiadi di Los Angeles 1984
- Barcelona '92: 16 Days of Glory (idem, 1993) - (EN) Barcelona '92: 16 Days of Glory, su IMDb, IMDb.com.
- Atlanta's Olympic Glory (idem, 1997) - (EN) Atlanta's Olympic Glory, su IMDb, IMDb.com.
- Sydney 2000 Olympics: Bud Greenspan's Gold from Down Under (idem, 2001)